# Cucina del Jiangxi
La cucina del Jiangxi (Cinese: 江西菜; pinyin: Jiāngxī cài) o Cucina Gan è la cucina della provincia del Jiangxi in Cina.

## Caratteristiche

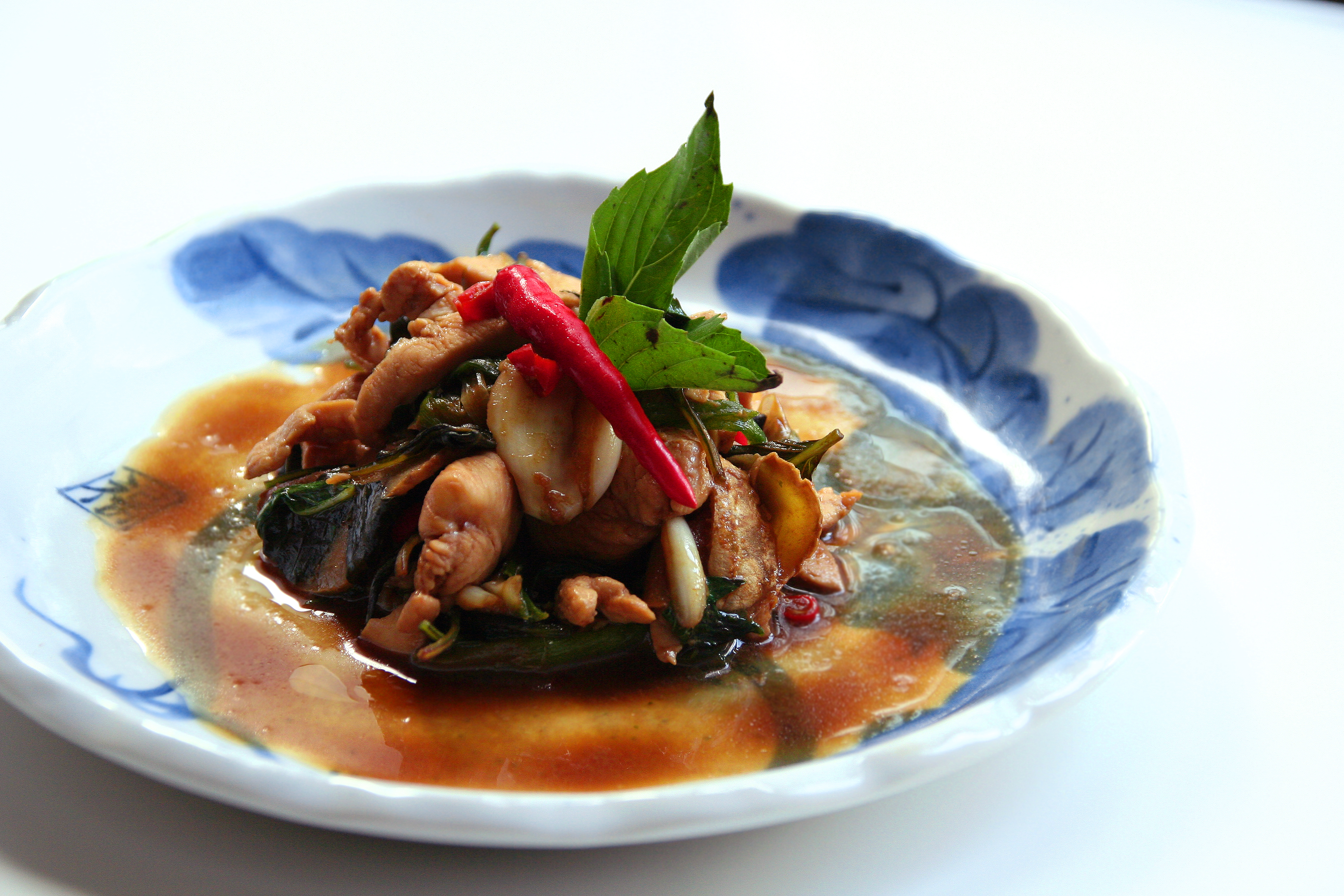
Sanbeiji

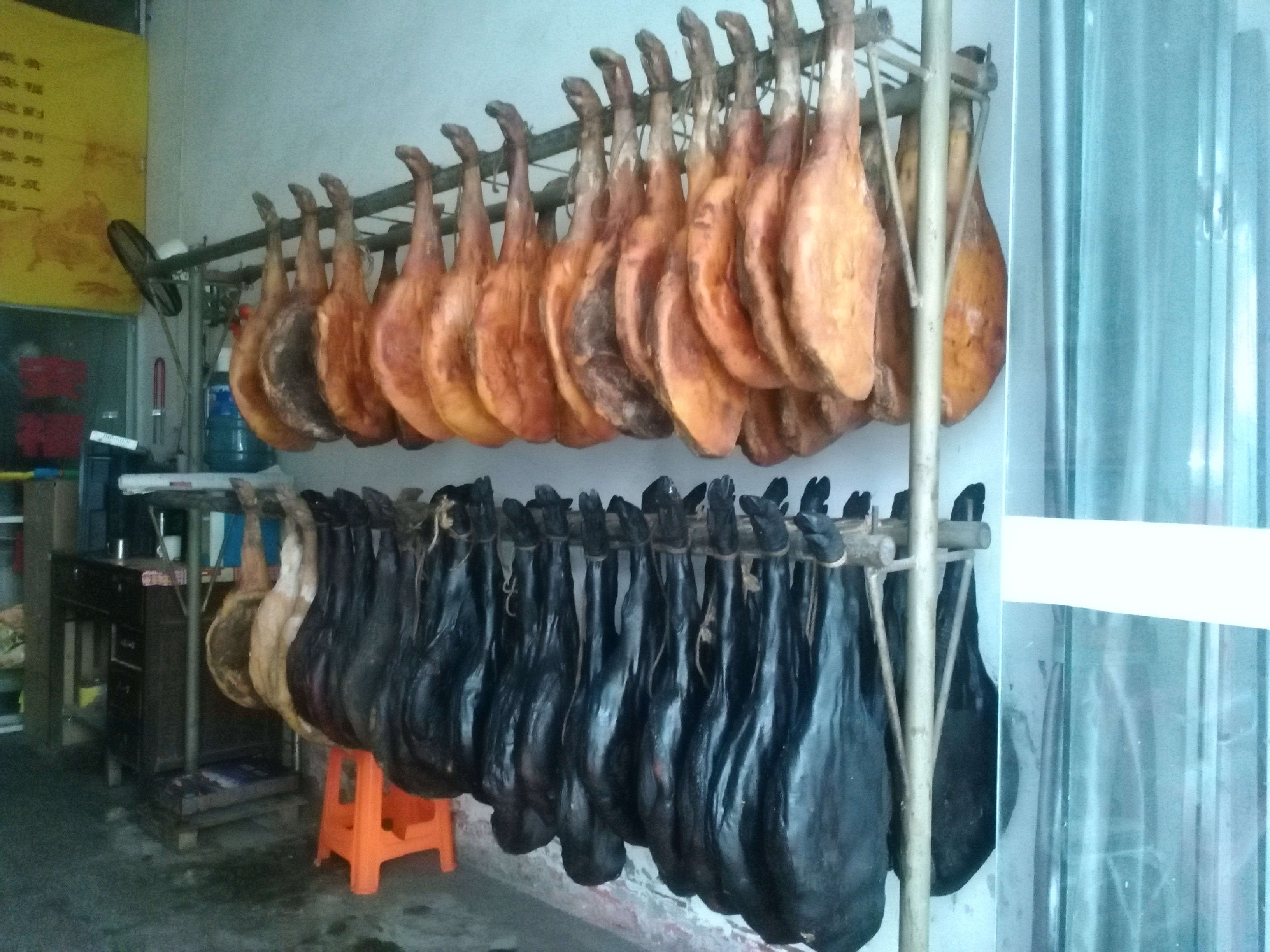
Prosciutto di Anfu

- Piccantezza: come le cucine delle province vicine, la cucina del Jiangxi privilegia i sapori molto piccanti. In molte località del Jiangxi, i peperoncini sono utilizzati direttamente come verdure al posto degli ingredienti per esaltare il sapore, come nella maggior parte delle altre cucine regionali cinesi.
- Assenza di piatti freddi o crudi:  sono raramente serviti nella cucina del Jiangxi rispetto ad altre cucine cinesi;
- Presenza di pesce: la cucina del Jiangxi è famosa per i suoi piati di pesce d'acqua dolce, in contrasto con la cucina cinese nord-orientale conosciuta per i pesci anadromi. Ciò è dovuto alla posizione geografica del Jiangxi, in quanto ci sono molte zone d'acqua dolce nella provincia.
- Fagioli neri fermentati:  sono molto utilizzati i douchi (fagioli neri fermentati) e il tofu (fagiolo) rispetto ad altre cucine cinesi. Il tofu fritto viene solitamente servito durante le celebrazioni del capodanno cinese.
- Olio di tè: La cucina del Jiangxi utilizza l'olio di tè come olio da cucina primario. Poiché l'olio di tè può causare problemi di stomaco se consumato crudo, qualsiasi piatto che viene cucinato con olio di tè non viene servito crudo (il che è la ragione per l'assenza di piatti freddi o crudi nella cucina del Jiangxi). Tuttavia, la cucina del Jiangxi è unica in quanto l'olio da tè viene utilizzato quasi esclusivamente come unico olio da cucina, con una piccola eccezione con l'olio di colza. Altre cucine cinesi, d'altra parte, usano anche olio di tè ma lo completano con una varietà di altri oli da cucina.

## Piatti principali
- Sanbeiji (in cinese: 三杯鸡, letteralmente pollo in tre tazze), piatto a base di pollo in umido preparato con tre diverse salse a base di salsa di soia, vino di riso (di solito Mijiu o Shaoxing jiu) e olio di sesamo;
- Maiale al vapore con farina di riso;
- Prosciutto di Anfu (安福火腿), prosciutto crudo affumicato originario di Anfu.